# Recinte emmurallat de Camarasa
El Recinte emmurallat de Camarasa és una obra de Camarasa (Noguera) declarada bé cultural d'interès nacional.

## Descripció
En època medieval la població de Camarasa estava envoltada d'un clos emmurallat amb els seus portals d'accés, dels quals el principal estava situat a l'actual carrer del Portal del Segre i sobre el carrer de Rafael de Casanova. Des d'aquest punt, al vessant sud-oest del nucli antic, el carrer Casanova mena a la plaça Major i continua aproximadament recte muntanya amunt fins l'església de Sant Miquel (núm. 22153) i els peus del castell (núm. 674).
La porta medieval, de la qual no en sabem la forma però se li suposa un origen en el segle xiv, fou refeta el segle xvii en forma d'arc de mig punt de dovelles. A la dovella clau una inscripció ens informa de dos moments de construcció al voltant de la Guerra dels Segadors (1640-52): '1634' i a sota 'Reedificat 1673'. El portal dona entrada a un pas que actualment transcorre sota un habitatge però que originalment penetrava entre els trams de muralla. L'habitatge recolza sobre un senzill embigat pla. Des de l'interior del clos, no s'observa cap vestigi dels antics paraments de muralla.
Les cases adjacents a aquest pas presenten les façanes arrebossades, però alguns panys inferiors d'algunes cases del mateix carrer Portal del Segre mostren encara els paraments en carreus irregulars de pedra sorrenca lligats amb morter de calç que probablement pertanyen a l'antiga muralla.

## Història
Al segle xiii, el 1247 el rei Jaume I va crear la batllia reial de Camarasa, centrada en el castell. Pere II el Gran l'amplià el 1279 fins a Montmagastre, Gerb i les Avellanes. Aquest territori esdevingué, amb la inclusió de Montgai, la vegueria de Camarasa. En aquesta època de prosperitat per a la vila, es refeu la fortalesa i es bastí l'església de Sant Miquel.
El 1330, el rei Alfons III el Benigne creà el marquesat de Camarasa a favor del seu fill Ferran. A la mort d'aquest, el 1363, revertí a la corona i el 1368 Pere III el Cerimoniós el donà a l'infant Martí, que el 1392 l'atorgà a la seva esposa Maria de Luna, que al seu torn el vengué, l'any 1396, al comte Pere d'Urgell. A instàncies dels seus súbdits, la transacció acabà essent realitzada a favor de la Paeria de Lleida.
El marquesat tornà a la corona el 1414, amb la desmembració del territori pel rei de la casa de Trastàmara Ferran I d'Antequera. Llavors, el castell de Camarasa fou donat, juntament amb el de Montgai, a Jofre de Barcelona i la vegueria de Camarasa, ara com a sots-vegueria, es va incorporar a la vegueria de Lleida, on romangué fins al 1719.
La vila de Camarasa i, suposadament, el seu castell, patiren fortament, a causa de la seva rellevància estratègica, els conflictes de la Guerra dels Segadors (1640-52), la Guerra de Successió (1702-1714) i la Guerra del Francès (1808-1812).
Durant la Guerra dels Segadors, Camarasa fou l'escenari d'una important batalla, el 22 de juny de 1645, entre el comte d'Harcourt, lloctinent de Catalunya, i el general Cantelmo, al servei de Felip IV de Castella. La vila restà en mans dels francesos fins al final de la guerra malgrat sofrir alguns setges.